# Limnodriloides agnes
Limnodriloides agnes is een ringworm uit de familie van de Naididae. De wetenschappelijke naam van de soort is voor het eerst geldig gepubliceerd in 1967 door Hrabe.